# Liscu
Le Liscu est un fleuve côtier du département Haute-Corse de la région Corse qui se jette dans la mer Méditerranée.

## Géographie
D'une longueur de 10,7 kilomètres, le Liscu prend sa source sur la commune de San-Gavino-di-Tenda à 290 mètres d'altitude, près du point de vue Bocca di Vezzu (311 m) et s'appelant dans cette partie haute le ruisseau de Monti Rossi.
Il coule globalement du sud-ouest vers le nord-est.
Il rejoint la Mer Méditerranée sur la commune de Santo-Pietro-di-Tenda, à 0 mètre d'altitude, à gauche et à l'ouest de la plage de Saleccia, après avoir traversé les marais de Pardinella et les marais de Padulella, et à moins de 2 km à l'ouest du golfe de Saint-Florent.

### Communes et cantons traversés
Dans le seul département de la Haute-Corse, le Liscu traverse les deux communes suivantes, dans le sens amont vers aval, de San-Gavino-di-Tenda (source), Santo-Pietro-di-Tenda (embouchure).
Soit en termes de cantons, le Liscu prend source et a son embouchure dans le même ancien canton du Haut-Nebbio, maintenant le canton de Biguglia-Nebbio, dans l'arrondissement de Calvi.

### Bassin versant
Le Liscu traverse une seule zone hydrographique « Côtiers du Liscu à l'Ostriconi » (Y752) de 79 km2 de superficie. Ce bassin versant est constitué à 97,18 % de « forêts et milieux semi-naturels », à 1,80 % de « territoires agricoles ».

### Organisme gestionnaire
L'organisme gestionnaire est le Comité de bassin de Corse, depuis la loi corse du 22 janvier 2002.

## Affluents

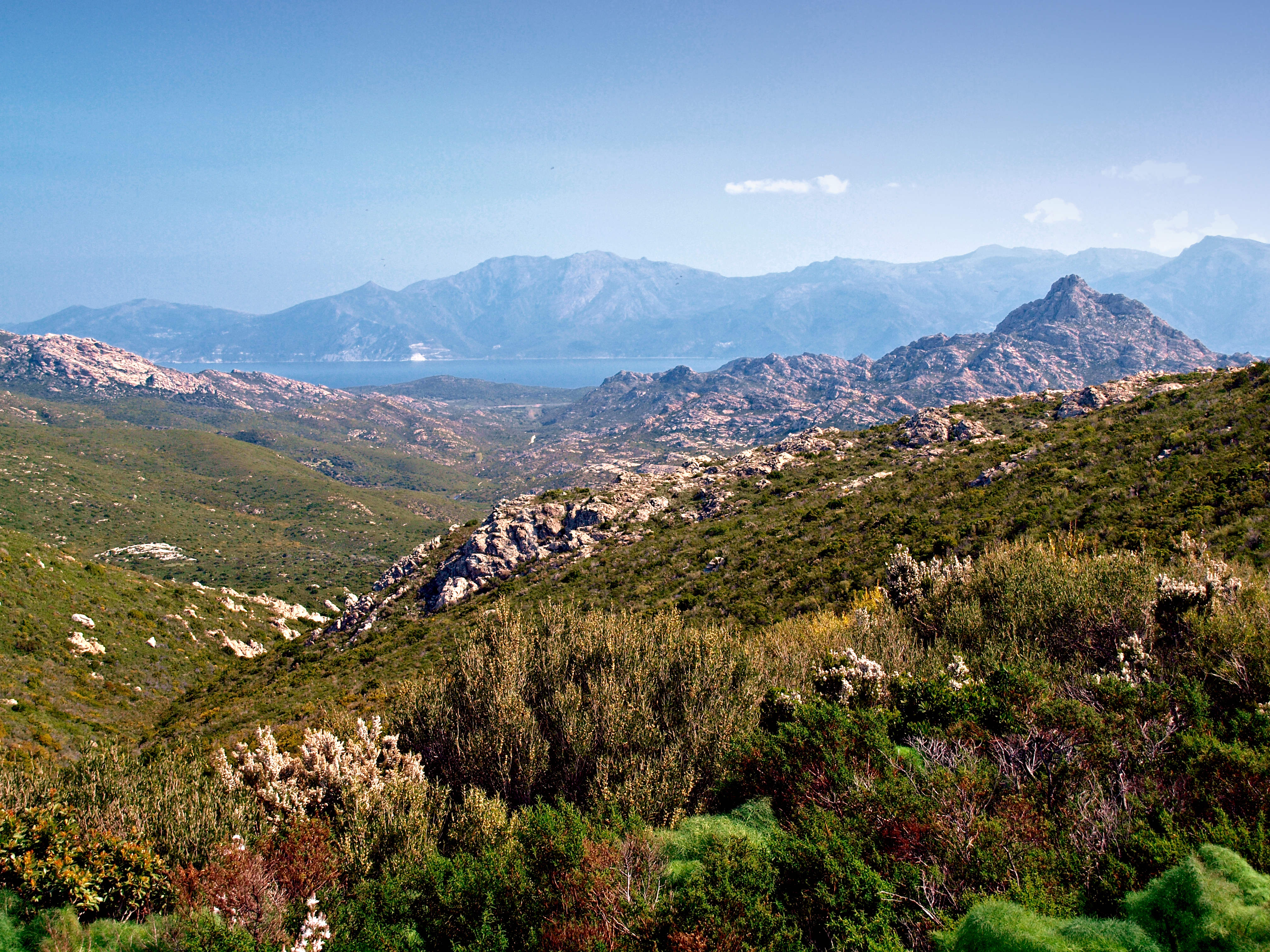
Vue des Agriates depuis Bocca di Vezzu

Le Liscu a dix affluents référencés :
- le ruisseau de Peru Mansu (rg[note 1]) 2,6 km, sur les deux communes de San-Gavino-di-Tenda et Santo-Pietro-di-Tenda avec un affluent :
  - le ruisseau de Gremma (rg) 2,1 km sur les deux mêmes communes.
- ----- le ruisseau de Prunalbu (rd) 1,1 km, sur les deux communes de San-Gavino-di-Tenda et Santo-Pietro-di-Tenda.
- ----- le ruisseau de Piergolacciu (rd) 9,2 km, sur les trois communes de Urtaca, San-Gavino-di-Tenda et Santo-Pietro-di-Tenda avec quatre affluents[4] Il s'appelle aussi en partie haute le ruisseau de Trucialza pour Géoportail :
  - ----- le ruisseau de Rosaiola (rd) 1,6 km sur les deux communes de San-Gavino-di-Tenda et Santo-Pietro-di-Tenda.
  - le ruisseau de Terrazzole (rg) 4 km sur les trois communes de Urtaca, San-Gavino-di-Tenda et Santo-Pietro-di-Tenda avec un affluent :
    - ----- le ravin de Baccialu (rd) 1,1 km sur les deux communes de San-Gavino-di-Tenda et Santo-Pietro-di-Tenda.

- - le ruisseau de Laculala (rg) 4,2 km sur les trois communes de Urtaca, San-Gavino-di-Tenda et Santo-Pietro-di-Tenda.
  - ----- le ruisseau d'Ormelli (rd) 1,3 km sur les deux communes de San-Gavino-di-Tenda et Santo-Pietro-di-Tenda.

- le ruisseau de Costa Secca (rg) 1,7 km, sur les deux communes de San-Gavino-di-Tenda et Santo-Pietro-di-Tenda.
- le ruisseau de Catrea (rg) 1,4 km, sur les deux communes de San-Gavino-di-Tenda et Santo-Pietro-di-Tenda.
- ----- le ruisseau de Fontana Buona (rd) 1,1 km, sur les deux communes de San-Gavino-di-Tenda et Santo-Pietro-di-Tenda.
- le ruisseau de Penterubbiu (rg) 1,4 km, sur la seule commune de Santo-Pietro-di-Tenda avec un affluent :
  - ----- le ruisseau de Cacciatori (rd) 1,5 km sur la seule commune de Santo-Pietro-di-Tenda.

- ----- le ruisseau de Caru (rd) 1,1 km, sur les deux communes de San-Gavino-di-Tenda et Santo-Pietro-di-Tenda.
- ----- le ruisseau de Saleccia (rd) 1,5 km, sur la seule commune de Santo-Pietro-di-Tenda avec un affluent[5]
  - le ruisseau de Sincasaccie (rg) 1,3 km sur la seule commune de Santo-Pietro-di-Tenda.

- le ruisseau de Venzaru (rg) 1,7 km, sur la seule commune de Santo-Pietro-di-Tenda.

### Rang de Strahler

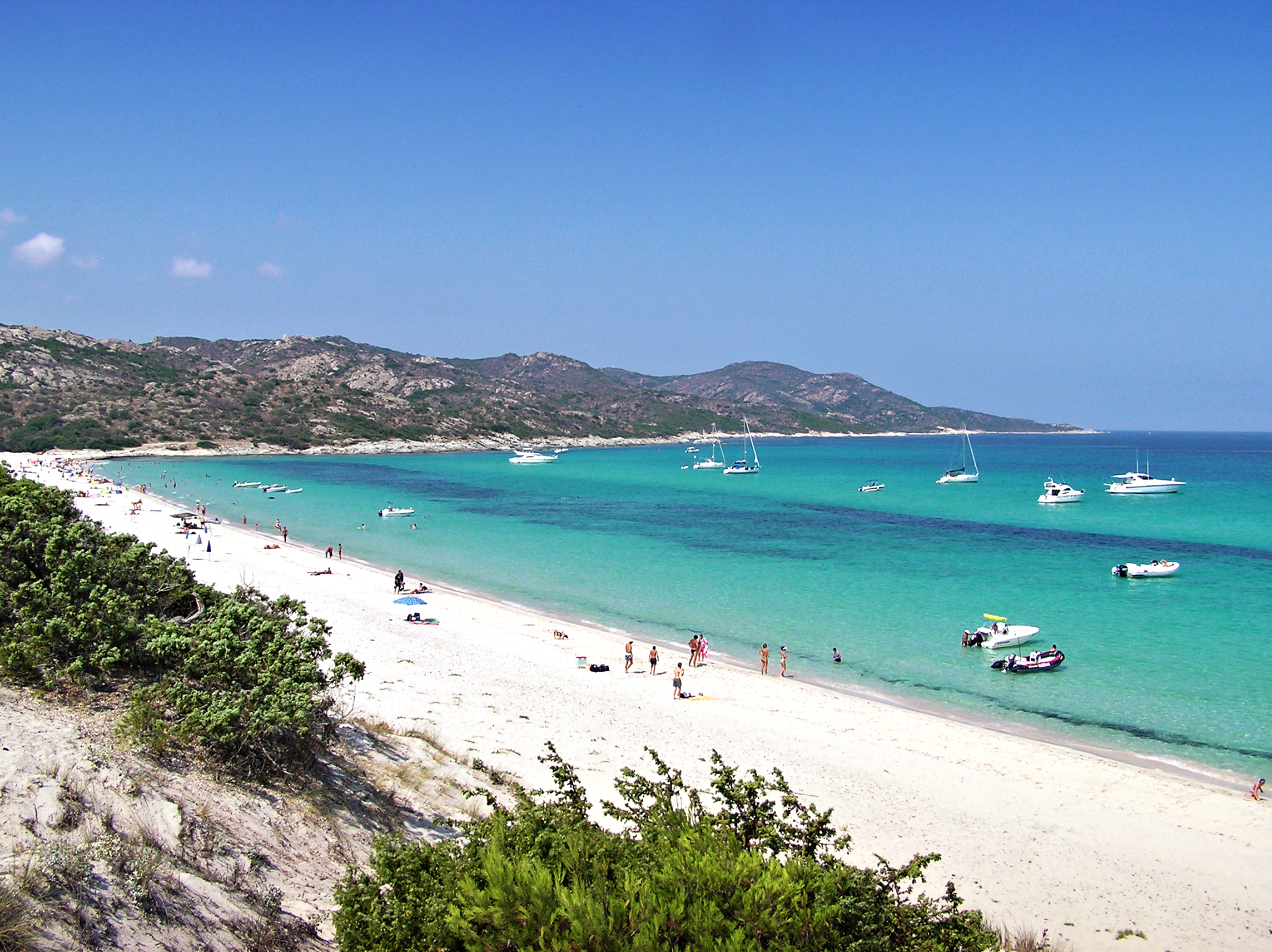
Plage de Saleccia

Le rang de Strahler est de quatre par le ruisseau de Piergolacciu, le ruisseau de Terrazzole et le ravin de Baccialu, ce qui, malgré sa faible longueur, le place juste en dessous des deux principaux de Corse de rang cinq selon ce critère : le Golo et le Tavignano.